# Campionati europei di nuoto 1991
La XXª edizione dei campionati europei di nuoto si è svolta ad Atene (Grecia) dal 18 al 25 agosto 1991.
Il programma della rassegna è rimasto invariato rispetto alla precedente edizione di Bonn.

Il vuoto lasciato dalla Germania Est viene colmato dall'Unione Sovietica (anch'essa, tuttavia, alla sua ultima apparizione continentale), che conquista il maggior numero di titoli, ma viene superata dalla nuova Germania quanto a medaglie complessive.

## Medagliere
| Posizione | Paese            |    |    |    | Totale |
| --------- | ---------------- | -- | -- | -- | ------ |
| 1         | Unione Sovietica | 16 | 7  | 2  | 25     |
| 2         | Germania         | 6  | 12 | 11 | 29     |
| 3         | Ungheria         | 5  | 3  | 1  | 9      |
| 4         | Danimarca        | 4  | 0  | 2  | 6      |
| 5         | Francia          | 3  | 5  | 3  | 11     |
| 6         | Spagna           | 2  | 2  | 1  | 5      |
| 7         | Norvegia         | 2  | 0  | 0  | 2      |
| 8         | Paesi Bassi      | 1  | 3  | 5  | 9      |
| 9         | Italia           | 1  | 2  | 10 | 13     |
| 10        | Regno Unito      | 1  | 2  | 1  | 4      |
| 11        | Polonia          | 1  | 2  | 2  | 5      |
| 12        | Jugoslavia       | 1  | 0  | 0  | 1      |
| 13        | Romania          | 0  | 4  | 1  | 5      |
| 14        | Svezia           | 0  | 1  | 2  | 3      |
| 15        | Grecia           | 0  | 1  | 0  | 1      |
| 16        | Bulgaria         | 0  | 0  | 2  | 2      |
| Totale    | Totale           | 43 | 44 | 43 | 130    |

## Nuoto

### Uomini
| Evento               | Oro                                                                                   | Perform. | Argento                                                                   | Perform. | Bronzo                                                            | Perform. |
| Stile libero         |                                                                                       |          |                                                                           |          |                                                                   |          |
| 50 m                 | Nils Rudolph                                                                          | 22"33    | Gennadij Prigoda                                                          | 22"44    | Mike Fibbens Vladimir Tkačenko                                    | 22"72    |
| 100 m                | Aleksandr Popov                                                                       | 49"18    | Nils Rudolph                                                              | 49"52    | Giorgio Lamberti                                                  | 49"57    |
| 200 m                | Artur Wojdat                                                                          | 1'48"10  | Giorgio Lamberti                                                          | 1'48"15  | Roberto Gleria                                                    | 1'48"74  |
| 400 m                | Evgenij Sadovyj                                                                       | 3'49"02  | Artur Wojdat                                                              | 3'49"09  | Giorgio Lamberti                                                  | 3'50"46  |
| 1500 m               | Jörg Hoffmann                                                                         | 15'02"57 | Ian Wilson                                                                | 15'03"72 | Sebastian Wiese                                                   | 15'14"30 |
| Dorso                |                                                                                       |          |                                                                           |          |                                                                   |          |
| 100 m                | Martín López-Zubero                                                                   | 55"30    | Dirk Richter                                                              | 56"04    | Franck Schott                                                     | 56"29    |
| 200 m                | Martín López-Zubero                                                                   | 1'58"66  | Dirk Richter Vladimir Sel'kov                                             | 2'00"18  | non assegnato                                                     | -        |
| Rana                 |                                                                                       |          |                                                                           |          |                                                                   |          |
| 100 m                | Norbert Rózsa                                                                         | 1'01"49  | Adrian Moorhouse                                                          | 1'01"88  | Gianni Minervini                                                  | 1'02"41  |
| 200 m                | Nick Gillingham                                                                       | 2'12"55  | Norbert Rózsa                                                             | 2'12"58  | Sergio López                                                      | 2'13"10  |
| Delfino              |                                                                                       |          |                                                                           |          |                                                                   |          |
| 100 m                | Vladislav Kulikov                                                                     | 54"22    | Martín López-Zubero                                                       | 54"30    | Nils Rudolph                                                      | 54"31    |
| 200 m                | Franck Esposito                                                                       | 1'59"59  | Rafał Szukała                                                             | 2'01"01  | Christophe Bordeau                                                | 2'01"25  |
| Misti                |                                                                                       |          |                                                                           |          |                                                                   |          |
| 200 m                | Lars Sørensen                                                                         | 2'02"63  | Christian Gessner                                                         | 2'02"66  | Luca Sacchi                                                       | 2'02"93  |
| 400 m                | Luca Sacchi                                                                           | 4'17"81  | Patrick Kühl                                                              | 4'17"85  | Christian Gessner                                                 | 4'19"16  |
| Staffette            |                                                                                       |          |                                                                           |          |                                                                   |          |
| 4x100 m stile libero | Unione Sovietica Pavlo Chnykin Gennadij Prigoda Veniamin Tajanovič Aleksandr Popov    | 3'17"11  | Germania Silko Günzel Nils Rudolph Steffen Zesner Dirk Richter            | 3'18"31  | Svezia Tommy Werner Göran Titus Anders Holmertz Göran Jansson     | 3'20"42  |
| 4x200 m stile libero | Unione Sovietica Dmitrij Lepikov Vladimir Pyšnenko Veniamin Tajanovič Evgenij Sadovyj | 7'15"96  | Italia Emanuele Idini Roberto Gleria Stefano Battistelli Giorgio Lamberti | 7'18"30  | Germania Steffen Zesner Uwe Daßler Christian Keller Jörg Hoffmann | 7'19"13  |
| 4x100 m misti        | Unione Sovietica Vladimir Sel'kov Dmitrij Volkov Vladislav Kulikov Aleksandr Popov    | 3'40"68  | Francia Franck Schott Cédric Penicaud Bruno Gutzeit Christophe Kalfayan   | 3'42"15  | Ungheria Tamás Deutsch Norbert Rózsa Péter Horváth Béla Szabados  | 3'42"35  |

### Donne
| Evento               | Oro                                                                                     | Perform. | Argento                                                              | Perform. | Bronzo                                                                         | Perform. |
| Stile libero         |                                                                                         |          |                                                                      |          |                                                                                |          |
| 50 m                 | Simone Osygus                                                                           | 25"80    | Catherine Plewinski                                                  | 25"84    | Inge de Bruijn                                                                 | 25"91    |
| 100 m                | Catherine Plewinski                                                                     | 56"20    | Karin Brieness                                                       | 56"44    | Simone Osygus                                                                  | 56"47    |
| 200 m                | Mette Jacobsen                                                                          | 2'00"29  | Catherine Plewinski                                                  | 2'00"34  | Luminita Dobrescu                                                              | 2'01"77  |
| 400 m                | Irene Dalby                                                                             | 4'11"63  | Beatrice Coada                                                       | 4'12"33  | Cristina Sossi                                                                 | 4'12"35  |
| 800 m                | Irene Dalby                                                                             | 8'32"08  | Jana Henke                                                           | 8'32"25  | Cristina Sossi                                                                 | 8'33"79  |
| Dorso                |                                                                                         |          |                                                                      |          |                                                                                |          |
| 100 m                | Krisztina Egerszegi                                                                     | 1'00"31  | Tünde Szabó                                                          | 1'01"11  | Dagmar Hase                                                                    | 1'02"41  |
| 200 m                | Krisztina Egerszegi                                                                     | 2'06"62  | Tünde Szabó                                                          | 2'11"42  | Dagmar Hase                                                                    | 2'12"21  |
| Rana                 |                                                                                         |          |                                                                      |          |                                                                                |          |
| 100 m                | Alena Rudkoŭskaja                                                                       | 1'09"05  | Svitlana Bondarenko                                                  | 1'09"99  | Tania Dangalakova                                                              | 1'10"12  |
| 200 m                | Alena Rudkoŭskaja                                                                       | 2'29"50  | Beatrice Coada                                                       | 2'32"00  | Tania Dangalakova                                                              | 2'32"09  |
| Delfino              |                                                                                         |          |                                                                      |          |                                                                                |          |
| 100 m                | Catherine Plewinski                                                                     | 1'00"32  | Inge de Bruijn                                                       | 1'01"64  | Therese Lundin                                                                 | 1'01"80  |
| 200 m                | Mette Jacobsen                                                                          | 2'12"87  | Sabine Herbst                                                        | 2'14"72  | Berit Puggaard                                                                 | 2'14"80  |
| Misti                |                                                                                         |          |                                                                      |          |                                                                                |          |
| 200 m                | Daniela Hunger                                                                          | 2'15"53  | Beatrice Coada                                                       | 2'16"68  | Marion Zoller                                                                  | 2'17"43  |
| 400 m                | Krisztina Egerszegi                                                                     | 4'39"78  | Beatrice Coada                                                       | 4'44"67  | Ewa Synowska                                                                   | 4'47"92  |
| Staffette            |                                                                                         |          |                                                                      |          |                                                                                |          |
| 4x100 m stile libero | Paesi Bassi Diana van der Plaats Inge de Bruijn Marieke Mastenbroek Karin Brienesse     | 3'45"36  | Germania Daniela Hunger Katrin Meißner Dagmar Hase Simone Osygus     | 3'45"54  | Danimarca Mette Nielsen Gitta Jensen Berit Puggard Mette Jacobsen              | 3'46"36  |
| 4x200 m stile libero | Danimarca Annette Poulsen Gitta Jensen Berit Puggard Mette Jacobsen                     | 8'05"90  | Germania Dagmar Hase Manuela Stellmach Simone Osygus Heike Friedrich | 8'10"26  | Paesi Bassi Ellen Elzerman Baukje Wiersma Diana van der Plaats Karin Brienesse | 8'13"97  |
| 4x100 m misti        | Unione Sovietica Natalya Krupskaya Alena Rudkoŭskaja Elena Kononenko Yevgenya Yermakova | 4'08"55  | Germania Dagmar Hase Sylvia Gerasch Katrin Meißner Simone Osygus     | 4'10"10  | Paesi Bassi Ellen Elzerman Kira Bulten Inge de Bruijn Karin Brienesse          | 4'14"03  |

## Tuffi

### Uomini
| Evento          | Oro                | Perform. | Argento          | Perform. | Bronzo           | Perform. |
| Trampolino 1m   | Andrey Semenyuk    | 395.19   | Peter Böhler     | 383.76   | Edwin Jongejans  | 359.64   |
| Trampolino 3m   | Albin Killat       | 639.45   | Joakim Andersson | 597.03   | Davide Lorenzini | 596.28   |
| Piattaforma 10m | Vladimir Timošinin | 606.21   | Dmitriy Sautin   | 602.22   | Bobby Morgan     | 578.67   |

### Donne
| Evento          | Oro            | Perform. | Argento      | Perform. | Bronzo           | Perform. |
| Trampolino 1m   | Brita Baldus   | 282.54   | Irina Laško  | 269.52   | Conny Schmalfuss | 238.50   |
| Trampolino 3m   | Irina Laško    | 524.97   | Vera Il'ina  | 513.03   | Brita Baldus     | 498.03   |
| Piattaforma 10m | Elena Mirošina | 453.90   | Inga Afonina | 423.29   | Ute Wetzig       | 382.47   |

## Nuoto sincronizzato
| Evento  | Oro                                         | Perform. | Argento                            | Perform. | Bronzo                                        | Perform. |
| Solo    | Olga Sedakova                               | 180.286  | Christina Thlassinidou             | 178.800  | Anne Capron                                   | 175.820  |
| Duo     | Unione Sovietica Anna Kozlova Olga Sedakova | 179.572  | Francia Anne Capron Céline Leveque | 174.729  | Paesi Bassi Marjolijn Both Laila Tamara Zwart | 173.351  |
| Squadra | Unione Sovietica                            | 178.112  | Francia                            | 173.753  | Italia                                        | 171.889  |

## Pallanuoto
| Evento                  | Oro        | Argento     | Bronzo           |
| T. Maschile (Dettagli)  | Jugoslavia | Spagna      | Unione Sovietica |
| T. Femminile (Dettagli) | Ungheria   | Paesi Bassi | Italia           |